# Fórmula química
Fórmula química é uma representação gráfica de um composto químico e representa o número e o tipo de átomos que constituem uma molécula.
É o modo abreviado para representar as reações químicas  por símbolos químicos.

## Formula molecular
A fórmula química sendo uma representação de um composto químico pode nos fornecer algumas informações sobre a substância e o que ela representa. Por exemplo a fórmula da água H2O. Nesta fórmula aparecem letras e número. As letras representam os elementos químicos que se unem para formar a molécula de água.  
O número subscrito é chamado de índice e indica a quantidade de átomos do elemento presente em cada molécula. No exemplo da molécula de água, 
H2O, significa que cada molécula de água é constituída por 2 átomos de hidrogénio e 1 átomo de oxigênio.
É interessante notar que o número 1 é omitido. Com estudo mais aprofundado sobre Química, a fórmula também nos diz o tipo de ligação química que ocorre entre os átomos formadores da substância, a que tipo de função química a substância pertence. 
```
                              
(
H
2
O
)
```

## Fórmula eletrônica
A fórmula eletrônica também conhecida como fórmula eletrônica de Lewis em homenagem ao químico norte-americano Gilbert N. Lewis (1875-1946). Graficamente  os elétrons da última camada do átomo são representados por pontos (∙) ou “x” ao redor do símbolo do elemento químico. Exemplo:
Os elétrons da última camada, camada de valência, do oxigênio foram representados por (∙) e do hidrogênio por (x).
Na fórmula eletrônica, deve-se separar os dois componentes, e uni-los no desenho pelos elétrons que eles estão compartilhando.
```
                             H= 1}4{ OH [ nH2 ] n - H + H = 00,H2O 
```

## Fórmula estrutural plana
Na fórmula estrutural plana os pares de elétrons que estabelecem a ligação química são representados por traços (─). Exemplo:
Os elétrons que não estabelecem a ligação química não precisam ser representados.
Na fórmula estrutural também chamada de fórmula de Couper, em homenagem ao químico escocês Archibald Scott Couper (1831-1892), deve-se retirar os pontos e colocar "traços".
```
                              |
                           H- C -H
                              |
                              H
```

Mas pode haver ligações PI, e isso significa que pode estar acontecendo uma ligação dupla ou tripla.